# シェラトン鹿児島

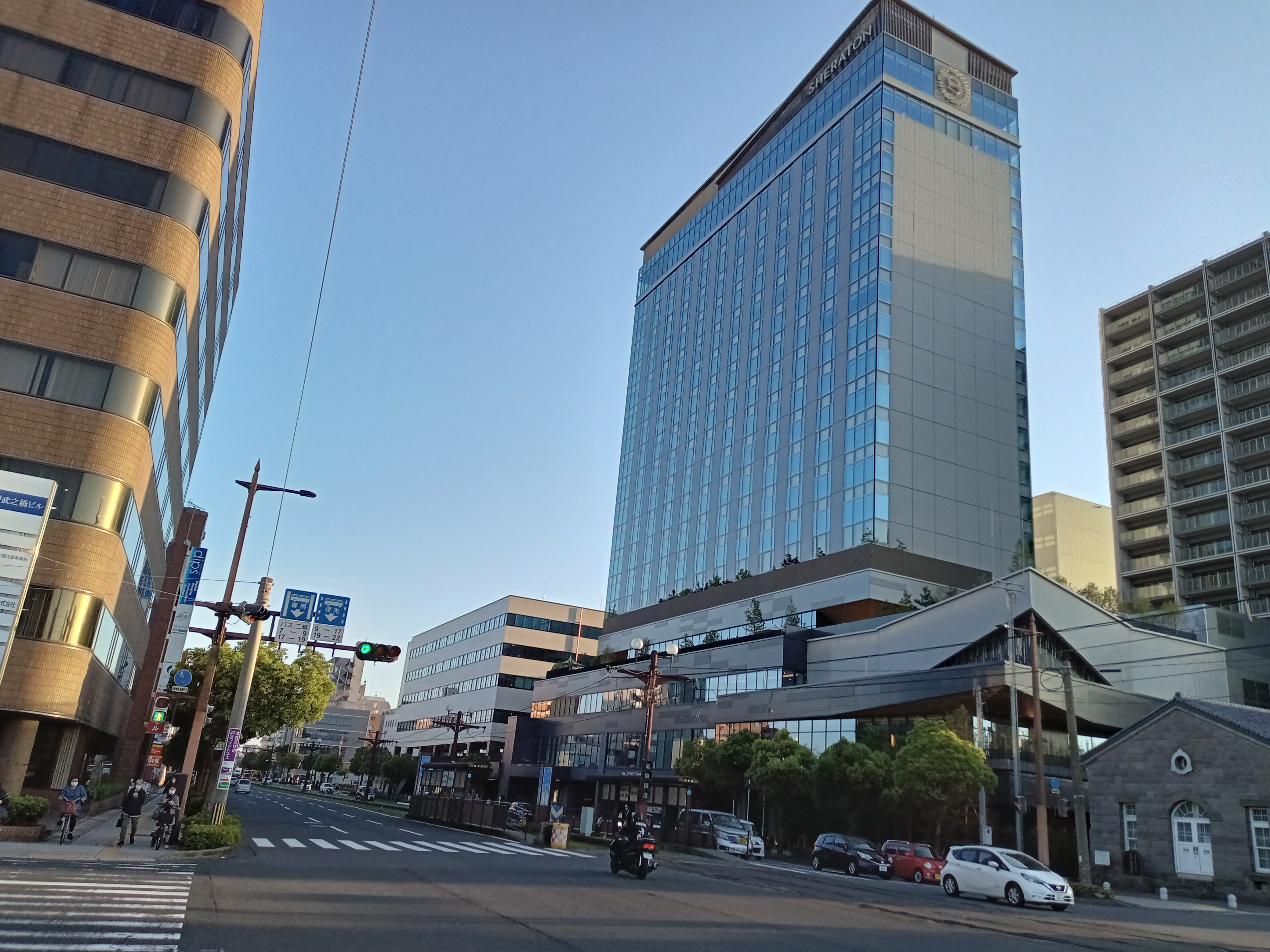

シェラトン鹿児島（シェラトンかごしま、英: Sheraton Kagoshima）は、鹿児島県鹿児島市高麗町にあるホテル。マリオット・インターナショナルのグループホテルの1つである。運営は南国殖産グループの南国ホテルズ。

## 概要
鹿児島市交通局跡地の再開発事業の一貫であり、キラメキテラス内の施設として2023年（令和5年）5月16日に開業した。

## アクセス
- 鹿児島市電1系統線武之橋停留所から徒歩1分。
- 鹿児島中央駅前の鹿児島中央ターミナルビルから専用バスも運行されている。